# Emiliano Martínez
Damián Emiliano Martínez (* 2. September 1992 in Mar del Plata) ist ein argentinischer Fußballtorwart.

## Karriere

### Vereine
Martínez war in seiner Jugendzeit beim argentinischen Verein CA Independiente in Avellaneda unter Vertrag. 2010 wechselte er für 1,5 Millionen Euro zur Jugendabteilung vom FC Arsenal. In der darauf folgenden Saison rutschte er ins Profi-Team von Arsenal und wurde in derselben Saison direkt nach Oxford ausgeliehen. Er debütierte im League Cup 6:1-Sieg gegen Coventry und hatte Teil am 7:5-Sieg gegen den FC Reading.
Nach einer Leihe an Sheffield Wednesday kehrte Martínez zur Saison 2014/15 zum FC Arsenal zurück. Dort ist er hinter Wojciech Szczęsny und David Ospina die Nummer drei. Da Szczęsny gesperrt und Ospina verletzt war, kam Martínez am 22. Oktober 2014 beim 2:1-Sieg gegen den RSC Anderlecht erstmals in der UEFA Champions League zum Einsatz. Von März 2015 bis zum Saisonende spielte er auf Leihbasis bei Rotherham United. Am 11. August 2015 wechselte er bis zum Ende der Saison 2015/16 auf Leihbasis zu den Wolverhampton Wanderers. Es folgte eine weitere Leihen zum FC Getafe und 2019 schließlich eine halbjährige Leihe zum FC Reading. Dort spielte er erstmals durchgängig als Stammtorhüter, kehrte nach Leihende jedoch wieder zum FC Arsenal zurück. In den letzten acht Spielen der Saison 2019/20 wurde er nach einer Verletzung des Stammtorhüters Bernd Leno erstmals für einen längeren Zeitraum in der Startelf von Arsenal London eingesetzt.
Zur Saison 2020/21 wechselte er für 21,5 Mio. Euro zu Aston Villa. Dort erhielt er in seiner Debütsaison 38 Einsätze, wurde von den Fans zum Spieler der Saison gewählt und spielte sich damit in den Fokus der argentinischen Nationalmannschaft.

### Nationalmannschaft
Martínez spielte für die Junioren-Nationalmannschaft von Argentinien (U17, U21).
Am 3. Juni 2021 debütierte er für die argentinische Nationalmannschaft im Weltmeisterschafts-Qualifikationsspiel gegen Chile (Ergebnis 1:1). Gut einen Monat später siegte er mit Argentinien bei der Copa América 2021. Er spielte in sechs von sieben Partien seines Teams und wurde als bester Torhüter des Turniers ausgezeichnet.
Am 18. Dezember 2022 wurde er mit der argentinischen Fußballnationalmannschaft in Katar Weltmeister. Er und seine Mannschaft bezwangen Frankreich im Elfmeterschießen. Anschließend wurde Martínez als bester Torhüter des Turniers ausgezeichnet. Im Februar 2023 folgte die Auszeichnung als FIFA-Welttorhüter des Jahres 2022, im Oktober 2023 die Auszeichnung mit der Jaschin-Trophäe.
Nach der WM 2022 war er als Torhüter 753 Minuten ohne Gegentreffer, womit er den Rekord in der Argentinischen Nationalmannschaft seit Datenerfassung hält. Er wurde am 17. November 2023 im Qualifikationsspiel zur WM 2026 gegen Uruguay durch ein Tor von Ronald Araújo in der 41. Minute überwunden (Endstand: 0:2).

## Erfolge und Auszeichnungen
Nationalmannschaft
- Weltmeister: 2022
- Copa-América-Sieger (2): 2021, 2024
- Finalissima-Sieger: 2022

Verein
- Englischer Pokalsieger (2): 2017 (ohne Einsatz), 2020
- Englischer Supercupsieger (3): 2014, 2015 (beide ohne Einsatz), 2020

Auszeichnungen
- Jaschin-Trophäe („Welttorhüter des Jahres“; 2): 2023, 2024
- FIFA-Welttorhüter des Jahres (2): 2022, 2024
- IFFHS-Welttorhüter des Jahres: 2024
- Bester Torhüter der Weltmeisterschaft: 2022
- Bester Torhüter der Copa América: 2021[6], 2024[10]
- Nominierung für den Ballon d’Or: 2023 (15. Platz)